# Dukaton szwedzki
Dukaton szwedzki – srebrna moneta szwedzka wprowadzona w 1752 roku i używana do reformy w 1776 roku.
Szwecja wzorując się na innych krajach, które biły u siebie dukatony, czyli srebrne dukaty, postanowiła w 1752 roku wprowadzić taką monetę do swojego systemu walutowego. Nowa moneta, zawierająca 28 gramów czystego srebra, miała zastąpić talara i stać się główną monetą Szwecji. W nowym systemie dukaton miał wartość dwóch talarów obrachunkowych (riksdaler riksmynt) lub 4 carolinów lub 8 marek lub 64 öre.
W 1776 roku doszło do kolejnej reformy, która powróciła do talara jako głównej monety systemu szwedzkiego i jednocześnie zakończyła krótką karierę dukatona.

## Literatura
- Zbigniew Żabiński, Rozwój systemów pieniężnych w Europie zachodniej i północnej, Zakład Narodowy Imienia Ossolińskich - Wydawnictwo, Wrocław 1989, ISBN 83-04-02992-8, str. 146